# Vetenskapsåret 1805

## Händelser
- 7 april - Lewis och Clarks expedition lämnar Fort Mandan i riktning mot Stilla havet.
- 9 augusti - Zebulon Pike lämnar Saint Louis för att utforska Mississippifloden.
- 16 november - Lewis och Clarks expedition når Stilla havet vid mynningen av Columbiafloden.
- John Dalton publicerar Absorption of Gases, den första förteckningen över relativa atomvikter.

### Botanik
- Okänt datum - Jean Henri Jaume Saint-Hilaire publicerar Exposition des Familles naturelles et de la Germination des Plantes, contentant la description de 2337 genres et d'environ 4000 espèces, 112 planches dont les figures ont ete dessinées par l'auteur, och populariserar det Jussiaeanska klassificeringssystemet.[1]

## Pristagare
- Copleymedaljen: Humphry Davy, brittisk kemist.

## Födda
- 13 februari - Peter Gustav Lejeune Dirichlet (död 1859), tysk matematiker.
- 12 maj - William Rowan Hamilton (död 1865), irländsk matematiker, fysiker och astronom.
- 16 december - Isidore Geoffroy Saint-Hilaire (död 1861), fransk zoolog.
- 20 december - Thomas Graham (död 1869), skotsk kemist

## Avlidna
- 23 januari - Claude Chappe (född 1763), fransk uppfinnare av den optiska telegrafen.
- 23 december - Pehr Osbeck (född 1723), svensk botaniker och forskningsresande, Linné-lärjunge.
- Geneviève Thiroux d'Arconville, fransk kemist, författare och översättare.

### Fotnoter
1. ↑  Williams, Roger L.. ”Gerard and Jaume: Two Neglected Figures in the History of Jussiaean Classification (Part Three)”. Taxon "37":  ss. 233-271. http://www.jstor.org/stable/1222135. Läst 5 april 2011.